# Nhà thờ Đức Mẹ Đồng trinh Maria ở Bruntál
Nhà thờ Đức Mẹ Đồng trinh Maria (tiếng Séc: Kostel Nanebevzetí Panny Marie) là một trong những nhà thờ Công giáo La Mã có từ thế kỷ 13, tọa lạc ở quảng trường Žižkov, Bruntál, Cộng hòa Séc. Nhà thờ có tên trong danh sách di tích văn hóa cấp quốc gia.

## Lịch sử
- Thế kỷ 13: Nhà thờ St. Wenceslas (tên gọi lúc bấy giờ) mang phong cách Gothic được xây dựng.[2]
- Thế kỷ 16: Nhà thờ được xây dựng lại theo phong cách Phục hưng.
- Sau Chiến tranh Ba Mươi Năm: Khu bất động sản này bị tịch thu và được bán lại cho các hiệp sĩ Teuton. Nhà thờ trải qua quá trình tái thiết và lấy tên vị Thánh bảo trợ là Đức Mẹ Đồng trinh Maria. Trong giai đoạn 1729 - 1731, hai nhà nguyện phong cách Baroque được xây dựng thêm. Nhà thờ được trang trí lại theo phong cách Baroque sau hai trận hỏa hoạn (năm 1749 và 1764). Tòa tháp được thêm vào trong quá trình tái thiết vào năm 1782.[3]
- Thế kỷ 20: Nhà thờ Đức Mẹ Đồng trinh Maria được trùng tu.

## Kiến trúc

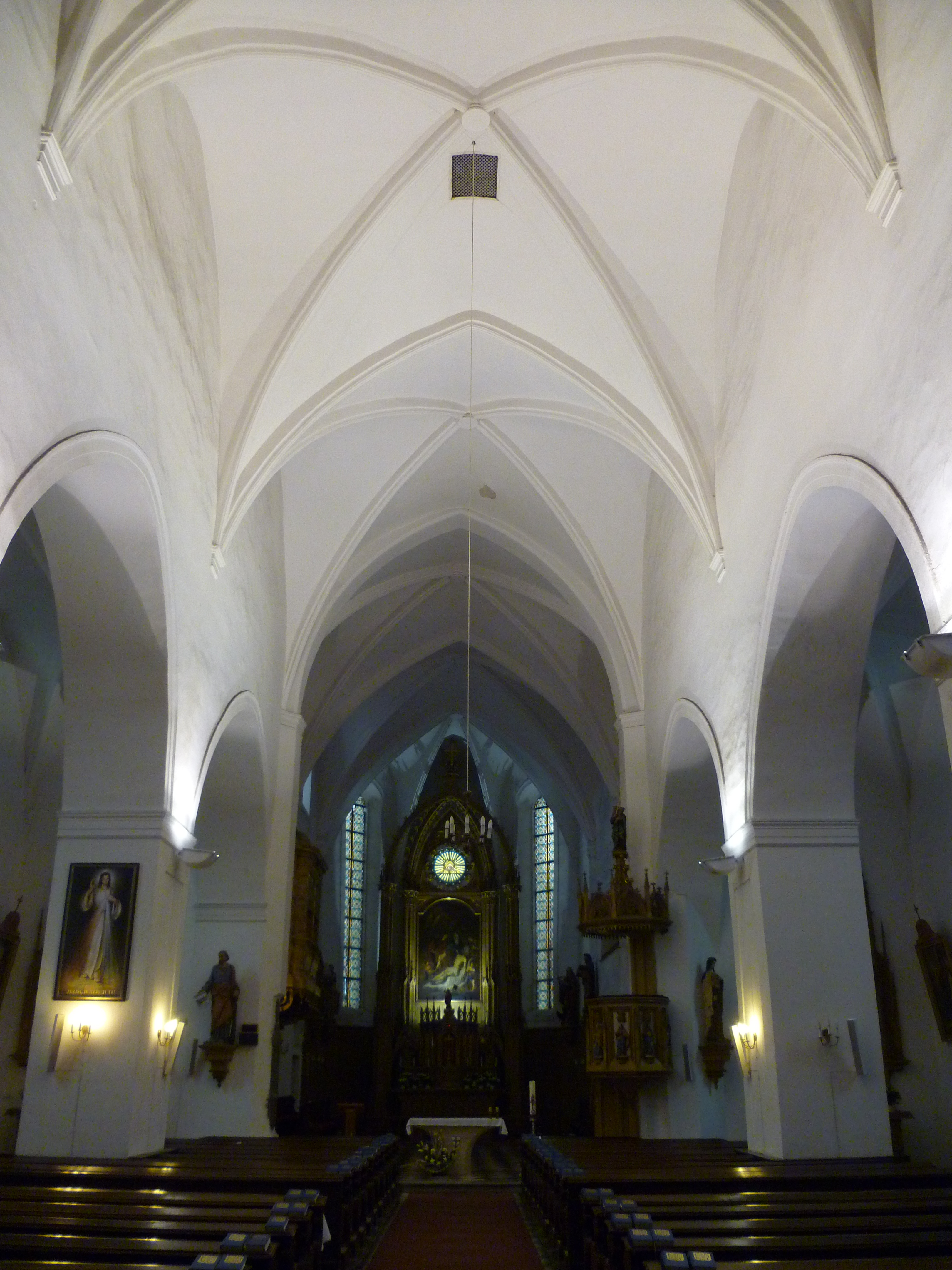
Lễ đường và điện thờ

- Ngoại thất: Mặt tiền nhà thờ nổi bật với tòa tháp hình lăng trụ ở phía bên trái cổng chính. Phần mái tòa tháp có hình đa giác kết hợp với hình củ hành.
- Nội thất: Các lối đi giữa lễ đường và điện thờ có các cột chống hình lăng trụ và phần vòm hình bán nguyệt. Trần nhà được trang trí kiểu xương sườn bằng vữa, tạo ra hiệu ứng thị giác độc đáo.